# مايكل ويستفال
مايكل ويستفال (بالألمانية: Michael Westphal)‏ مواليد 19 فبراير 1965 في بينهبرغ، ألمانيا الغربية - الوفاة 22 يونيو 1991 في هامبورغ، كان لاعب كرة مضرب ألماني بدأ مسيرته كمحترف سنة 1983 وكان يلعب باليد اليمنى، اعتزل اللعب في 1990. أعلى تصنيف له في الفردي كان المركز الـ 49 في سنة 1986. سبق أن شارك في دورة الألعاب الأولمبية الصيفية. وقد مات في يونيو 1991 بسبب مرض الإيدز.

## روابط خارجية
- مايكل ويستفال على موقع رابطة محترفي التنس (الإنجليزية)
- مايكل ويستفال على موقع الاتحاد الدولي لكرة المضرب (الإنجليزية)
- مايكل ويستفال على موقع كأس ديفيز (الإنجليزية)
- مايكل ويستفال على موقع خلاصة التنس.كوم (الإنجليزية)
- مايكل ويستفال على موقع اللجنة الأولمبية الدولية (الإنجليزية)
- مايكل ويستفال على موقع أوليمبيديا (الإنجليزية)